# Hyperolius acuticeps
Hyperolius acuticeps là một loài ếch thuộc họ Hyperoliidae.
Loài này có ở Burundi, Cộng hòa Dân chủ Congo, Ethiopia, Kenya, Malawi, Mozambique, Rwanda, Somalia, Nam Phi, Sudan, Tanzania, Uganda, Zambia, Zimbabwe, có thể cả Botswana, có thể cả Cộng hòa Trung Phi, có thể cả Chad, có thể cả Namibia, và có thể cả Swaziland.
Môi trường sống tự nhiên của chúng là xavan khô, xavan ẩm, vùng cây bụi ôn đới, vùng cây bụi ẩm khu vực nhiệt đới hoặc cận nhiệt đới, vùng đồng cỏ ôn đới, đồng cỏ khô nhiệt đới hoặc cận nhiệt đới vùng đất thấp, đồng cỏ nhiệt đới hoặc cận nhiệt đới vùng ngập nước hoặc lụt theo mùa, đồng cỏ nhiệt đới hoặc cận nhiệt đới vùng đất cao, sông ngòi, đầm nước, hồ nước ngọt, đầm nước ngọt, các vùng đô thị, rừng trước đây suy thoái nghiêm trọng, khu vực trữ nước, và ao.
Chúng hiện đang bị đe dọa vì mất môi trường sống.